# Viljormur Davidsen
Viljormur Davidsen (Runavík, 19 juli 1991) is een Faeröers voetballer die doorgaans als linksachter speelt. Hij verruilde Vejle Boldklub medio 2022 voor Helsingborgs IF. Davidsen debuteerde in 2013 in het Faeröers voetbalelftal.

## Interlandcarrière
Davidsen maakte zijn debuut voor het Faeröers voetbalelftal in een WK-kwalificatiewedstrijd tegen Zweden op 11 juni 2013. Zijn eerste doelpunt voor het nationale team scoorde Davidsen op 26 maart 2019 in een EK-kwalificatiewedstrijd tegen Roemenië (4-1 nederlaag).
| Interlands van Viljormur Davidsen voor Faeröer | Interlands van Viljormur Davidsen voor Faeröer | Interlands van Viljormur Davidsen voor Faeröer | Interlands van Viljormur Davidsen voor Faeröer | Interlands van Viljormur Davidsen voor Faeröer | Interlands van Viljormur Davidsen voor Faeröer |
| №                                              | Datum                                          | Wedstrijd                                      | Uitslag                                        | Soort wedstrijd                                | Doelpunten                                     |
| Als speler bij FC Fredericia                   | Als speler bij FC Fredericia                   | Als speler bij FC Fredericia                   | Als speler bij FC Fredericia                   | Als speler bij FC Fredericia                   | Als speler bij FC Fredericia                   |
| ---------------------------------------------- | ---------------------------------------------- | ---------------------------------------------- | ---------------------------------------------- | ---------------------------------------------- | ---------------------------------------------- |
| 1.                                             | 11 juni 2013                                   | Zweden - Faeröer                               | 2 – 0                                          | Kwalificatie WK 2014                           | -                                              |
| Als speler bij Vejle BK                        |                                                |                                                |                                                |                                                |                                                |
| 2.                                             | 14 augustus 2013                               | IJsland - Faeröer                              | 1 – 0                                          | Vriendschappelijk                              | -                                              |
| 3.                                             | 6 september 2013                               | Kazachstan - Faeröer                           | 2 – 1                                          | Kwalificatie WK 2014                           | -                                              |
| 4.                                             | 10 september 2013                              | Faeröer - Duitsland                            | 0 – 3                                          | Kwalificatie WK 2014                           | -                                              |
| 5.                                             | 11 oktober 2013                                | Faeröer - Kazachstan                           | 1 – 1                                          | Kwalificatie WK 2014                           | -                                              |
| 6.                                             | 15 oktober 2013                                | Faeröer - Oostenrijk                           | 0 – 3                                          | Kwalificatie WK 2014                           | -                                              |
| 7.                                             | 1 maart 2014                                   | Gibraltar - Faeröer                            | 1 – 4                                          | Vriendschappelijk                              | -                                              |
| 8.                                             | 7 september 2014                               | Faeröer - Finland                              | 1 – 3                                          | Kwalificatie EK 2016                           | -                                              |
| 9.                                             | 11 oktober 2014                                | Noord-Ierland - Faeröer                        | 2 – 0                                          | Kwalificatie EK 2016                           | -                                              |
| 10.                                            | 14 oktober 2014                                | Faeröer - Hongarije                            | 0 – 1                                          | Kwalificatie EK 2016                           | -                                              |
| 11.                                            | 14 november 2014                               | Griekenland - Faeröer                          | 0 – 1                                          | Kwalificatie EK 2016                           | -                                              |
| 12.                                            | 29 maart 2015                                  | Roemenië - Faeröer                             | 1 – 0                                          | Kwalificatie EK 2016                           | -                                              |
| 13.                                            | 8 oktober 2015                                 | Hongarije - Faeröer                            | 2 – 1                                          | Kwalificatie EK 2016                           | -                                              |
| 14.                                            | 3 juni 2016                                    | Kosovo - Faeröer                               | 2 – 0                                          | Vriendschappelijk                              | -                                              |
| 15.                                            | 6 september 2016                               | Faeröer - Hongarije                            | 0 – 0                                          | Kwalificatie WK 2018                           | -                                              |
| 16.                                            | 7 oktober 2016                                 | Letland - Faeröer                              | 0 – 2                                          | Kwalificatie WK 2018                           | -                                              |
| 17.                                            | 10 oktober 2016                                | Faeröer - Portugal                             | 0 – 6                                          | Kwalificatie WK 2018                           | -                                              |
| 18.                                            | 25 maart 2017                                  | Andorra - Faeröer                              | 0 – 0                                          | Kwalificatie WK 2018                           | -                                              |
| 19.                                            | 9 juni 2017                                    | Faeröer - Zwitserland                          | 0 – 2                                          | Kwalificatie WK 2018                           | -                                              |
| 20.                                            | 31 augustus 2017                               | Portugal - Faeröer                             | 5 – 1                                          | Kwalificatie WK 2018                           | -                                              |
| 21.                                            | 3 september 2017                               | Faeröer - Andorra                              | 1 – 0                                          | Kwalificatie WK 2018                           | -                                              |
| 22.                                            | 7 oktober 2017                                 | Faeröer - Letland                              | 0 – 0                                          | Kwalificatie WK 2018                           | -                                              |
| nader in te geven                              |                                                |                                                |                                                |                                                |                                                |
| 30.                                            | 26 maart 2019                                  | Roemenië - Faeröer                             | 4 – 1                                          | Kwalificatie EK 2020                           | 40' (pen.)                                     |
| Als speler bij Helsingborgs IF                 |                                                |                                                |                                                |                                                |                                                |
| nader in te geven                              |                                                |                                                |                                                |                                                |                                                |

## Erelijst
FC Fyn
Deense 2e divisie: 2011-12
Vejle BK
Deense 1e divisie: 2017-18, 2019-20